# ストラルジャ
ストラルジャ（ブルガリア語: Стра̀лджа, ラテン文字転写: Straldzha）は、ブルガリア南東部のヤンボル州にある小さな町。同名のストラルジャ市の行政の中心地で、人口は6326人（2016年12月）。
出生率が高く、町の合計特殊出生率は3.01と、ブルガリアの平均1.54（2016年末）の倍近くに上る。これは、町内にロマが多いことによる。ロマは町の人口の20%を占めるが、この割合はブルガリアの平均の4倍にあたる。